# Neacoryphus nigrinervis
Neacoryphus nigrinervis är en insektsart som först beskrevs av Carl Stål 1874.  Neacoryphus nigrinervis ingår i släktet Neacoryphus och familjen fröskinnbaggar. Inga underarter finns listade i Catalogue of Life.